# Ley de Littlewood
La Ley de Littlewood, afirma que los individuos experimentan un milagro a razón de uno por mes. 
Fue formulada por el profesor de la Universidad de Cambridge, John Edensor Littlewood, publicada en A Mathematician's Miscellany en 1986. Pretende desacreditar el milagro como un elemento de fenomenología sobrenatural exponiendo una relación directa con la Ley de los números realmente grandes, la cual estipula que, con una muestra de datos lo suficientemente amplia, cualquier evento fuera de lo normal podría suceder.

## Teoría
Littlewood define un milagro como un evento extraordinario que tiene un significado especial y ocurre con una frecuencia de uno en un millón. En su hipótesis, asume que la persona media está en vigilia ocho horas, percibiendo un "evento" por segundo, lo que resulta en 28.800 eventos diarios, tales eventos pueden ser ordinarios o extraordinarios. Como resultado, un humano habrá experimentado, tras treinta y cinco días, 1.008.000 eventos. Tomando la definición de milagro que propone Littlewood de 1/1.000.000, una persona puede esperar percibir un evento milagroso cada treinta y cinco días.